# 21 Pegasi
21 Pegasi är en blåvit stjärna i huvudserien i stjärnbilden Pegasus.
21 Pegasi har visuell magnitud +5,82 och är synlig för blotta ögat vid god seeing. Den befinner sig på ett avstånd av ungefär 630 ljusår.